# 오키나와 대공습

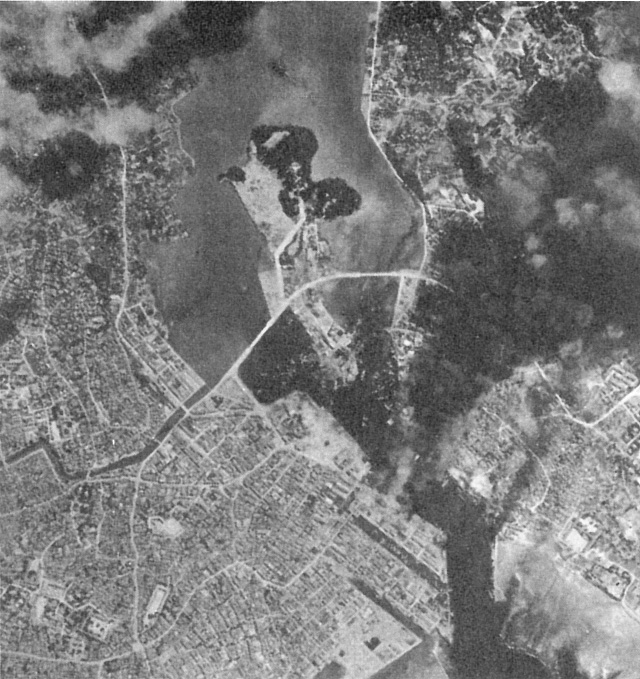

오키나와 대공습(沖縄大空襲) 또는 십십공습(十・十空襲)은 태평양 전쟁 후기인 1944년 10월 10일에 류큐 열도의 광범위한 곳에 미 해군 기동 부대가 실시한 대규모 공습이다. 이 지역의 일본 군함 등에 막대한 피해를 주는 동시에 나하시의 시가지의 대부분이 소실되는 등 민간인에게도 큰 피해가 났다. 나하 시의 공습 피해를 특히 나하 공습이라고 부르기도 한다. 일본군의 방위 태세가 미흡해 미국 함대에 대한 효과적인 반격도 할 수 없었다.

## 배경
1944년 10월, 마리아나 제도의 공략을 마친 미군은 다음 전략으로 필리핀 진격을 준비하고 있었다. 이에 앞서 필리핀 수비의 지원 거점이 될 수 있는 류큐 열도에서 타이완 방면에 흩어져있는 일본군 기지를 기동 부대를 동원하여 공습하여 파괴하기로 했다. 그 일환으로 오키나와 제도도 공격 목표가 되었다. 윌리엄 홀시 장군이 이끄는 제3함대의 고속 항모 부대인 제38 태스크 포스(지휘관 : 마크 밋처 중장)가 전담 부대가 되었다.
당시 오키나와는 마리아나 제도의 함락 이후 미군의 침공을 경계하여 방위 태세를 급히 구축하고 있는 중간이었다. 육군 제32군(사령관 : 우시지마 미쓰루 중장) 휘하에 4개 사단, 5개 여단의 지상 부대가 배치되었고, 일본 본토와 대만의 민간인 피난이 추진되고 있었다. 해군 오키나와 방면지대(사령관 : 신바덴조 소장)를 배치하고 있었다. 방공 체제는 각지에 육해군의 레이다가 설치되었고, 오키나와에 대공포 70문, 고사기관포 50여문 등이 포진되어 있었다. 그러나 방공 전투기는 육군 제8비행 사단 예하의 독립 비행 제23중대(세식 전투기 등 12기)가 본섬의 북쪽 비행장에 있었을 뿐이었다. 다른 항공 전력은 해군의 은하폭격기 9기나 정찰기 이동 중인 체류기 등이 있었다. 항구에는 군수 물자와 피난민을 운반하는 함선이 많이 정박하고 있었다.
10월 10일 이전, 오키나와를 포함한 남서 제도는 본격적인 공습을 받은 적이 없었다. 같은 해 6월, 하치만 공습을 시작으로 미군의 대형기에 의한 일본 본토 공습이 시작되고 있었지만, 오키나와 방면에서는 9월 27일과 10월 3일에 오키다이토섬에 대형기 각 1대가 날아와 기총 사격을 한 정도에 머물러 있었다. 따라서 민간인의 위기감은 느끼질 못했고, ‘쓰시마마루’와 같은 조난을 두려워하며, 피난에 소극적이었다.

## 참고 문헌
- 読谷村史編集委員会 (2004). 《読谷村史 第五巻資料編4 戦時記録》 下. 読谷村.
- 佐藤和正 (1998). 《レイテ沖海戦―日米海軍最後の大激突》. 光人社NF文庫 上巻. 光人社.
- 防衛庁防衛研修所戦史室 (1968). 《沖縄方面陸軍作戦》. 戦史叢書. 朝雲新聞社.
- 大島防備隊. 《自昭和十九年十月一日至昭和十九年十月三十一日 大島防備隊戦時日誌》. アジア歴史資料センター（JACAR） Ref.C08030438900.
- 第四海上護衛隊・沖縄方面根拠地隊司令部. 《自昭和十九年十月一日至昭和十九年十月三十一日 第四海上護衛隊・沖縄方面根拠地隊戦時日誌》. JACAR Ref.C08030144100.
- 第三十二軍司令部. 《一○・一○ 南西諸島空襲戦闘詳報》. JACAR Ref.C11110217900.
- Cressman, Robert (1999). 《The Official Chronology of the U.S. Navy in World War II》. Annapolis MD: Naval Institute Press.